# Yeison Chaparro
Yeison Andrés Chaparro Rueda (26 juli 1991) is een Colombiaans wielrenner die in 2016 reed voor Boyacá Raza de Campeones.

## Carrière
In 2014 werd Chaparro met zijn team, waar onder meer José Rujano deel van uitmaakte, derde in de ploegentijdrit van de Ronde van Colombia. Twee jaar later werd hij in dienst van dezelfde ploeg, die toen een continentale licentie had, vierde in de ploegentijdrit van de Vuelta Independencia Nacional.
In 2016 werd Chaparro, in dienst van Boyacá Raza de Campeones, onder meer dertiende op het nationale kampioenschap tijdrijden en negentiende in het eindklassement van de Ronde van Cova da Beira.

## Ploegen
- 2016 –  Boyacá Raza de Campeones

Bothia · Chaparro · Cruz · Cubides · Diagama · Flórez · García · Gómez · Mancipe · Ochoa · Ortega · C.Parra · H.Parra · M.Rodríguez · W.Rodríguez · Romero